# Daniel Vergara
Daniel Vergara Bustos (Puerto Montt, 1926-Berlín Este, 12 de febrero de 1978) fue un abogado y político chileno, subsecretario del Interior durante el gobierno de Salvador Allende hasta el final de éste producto del golpe de Estado del 11 de septiembre de 1973.

## Biografía
Nació en la ciudad de Puerto Montt, siendo uno de los tres hijos de un comerciante de la zona. Ingresó a las filas del Partido Comunista de Chile en 1943, participando inicialmente de la juventud de dicha colectividad, y posteriormente estudió Derecho, titulándose de abogado; para costear sus estudios universitarios, Vergara se desempeñó como inspector en el Instituto Nacional José Miguel Carrera y el Internado Nacional Barros Arana y como procurador en un estudio de abogados.
En las elecciones municipales de 1967 fue elegido regidor de la comuna de La Reina, y al mismo tiempo se desempeñaba como abogado de la Municipalidad de La Granja. El 2 de noviembre de 1970 asumió como subsecretario del Interior, un día antes de la asunción del mando presidencial de Salvador Allende a fin de poder preparar las ceremonias y decretos correspondientes.
Durante su gestión en la Subsecretaría del Interior, Vergara organizó los procesos eleccionarios desarrollados durante el gobierno de la Unidad Popular, como por ejemplo los comicios de regidores de 1971 y las elecciones parlamentarias de 1973. Fue apodado de forma peyorativa por los opositores al gobierno de Allende —y especialmente por periódicos como Tribuna— como Barnabás Vergara debido a una supuesta semejanza física con Barnabas Collins, personaje de la serie estadounidense Sombras tenebrosas, que en aquel entonces era emitida por Televisión Nacional de Chile.

### Detención y exilio
La mañana del 11 de septiembre de 1973, Vergara acudió de forma habitual al Palacio de La Moneda, siendo posteriormente detenido durante el golpe de Estado junto a Osvaldo Puccio Guisen y Fernando Flores Labra y trasladado al edificio del Ministerio de Defensa y posteriormente a la Escuela Militar. Luego de algunos días de cautiverio en Santiago, fue trasladado al Campo de Concentración de Isla Dawson, momento en el cual sufrió heridas que le paralizaron la mano derecha producto de las esquirlas que recibió de una bala disparada por un militar.
Luego de su detención en Isla Dawson, fue trasladado al Campo de Prisioneros de Ritoque y posteriormente a Tres Álamos, siendo finalmente liberado y expulsado del país el 25 de noviembre de 1976, abandonando Chile a inicios de 1977. Durante su exilio en la República Democrática Alemana, Vergara fue elegido miembro del Comité Central del Partido Comunista de Chile durante el Pleno realizado en agosto de 1977.
Falleció en Berlín Este a las 7:40 del 12 de febrero de 1978, a los 51 años, luego de haber sufrido de esclerodermia. Fue sepultado con honores militares en el Cementerio de los Héroes de la Clase Obrera de la República Democrática Alemana.